# Brynne Chandler
Pour les articles homonymes, voir Chandler.
Brynne Chandler (née en 1958) est une scénariste et éditrice américaine connue pour avoir scénarisé de nombreuses séries d'animation pour la télévision, comme Gargoyles, les anges de la nuit, Spider-Man, l'homme-araignée, Batman, Tortues Ninja : Les Chevaliers d'écaille et Les Maîtres de l'Univers. 
Son travail sur Batman lui a valu d'être nommée aux Emmy Awards et, à une époque, elle devient la scénariste d'Hollywood la mieux rémunérée dans le domaine de l'animation. Elle est également créditée à maintes reprises dans l'écriture ou l'adaptation de romans graphiques (dont une adaptation de Le Vol du dragon d'Anne McCaffrey) et de mangas.
Vers 1983, au début de sa carrière, elle est appelée J. Brynne Stephens avant de signer simplement Brynne Stephens. Sous ce nom, elle publie des nouvelles ainsi qu'un roman, The Dream Palace, en 1986. En parallèle, elle scénarise de nombreuses séries d'animation pour la télévision. Elle est aussi l'auteur du script du jeu vidéo Dragonworld (en), sorti en 1984 et inspiré du roman de Byron Preiss et Michael Reaves.
Lorsqu'elle était mariée avec Reaves, elle signait Brynne Chandler Reaves. Son fils est le romancier et adaptateur de manga Mallory Reaves (en).

## Œuvres

### Séries télévisées
- Les Maîtres de l'Univers (1983)
- She-Ra, la princesse du pouvoir (1986)
- Mon petit poney (1986) -- responsable éditoriale
- Tortues Ninja : Les Chevaliers d'écaille (1987)
- Starcom (1987) -- créatrice, responsable éditoriale
- He-man, le héros du futur (1990)
- Batman (1992)
- Fantôme 2040 (1994)
- Conan and the Young Warriors (en) (1994) -- responsable éditoriale
- Gargoyles, les anges de la nuit (1997) -- responsable éditoriale
- Les Nouvelles Aventures de Spider-Man (1999)

### Roman
- The Dream Palace (1986)

### Manga
Chandler est éditrice des séries suivantes. La date indiquée est celle de publication en anglais.
- L'Infirmerie après les cours (2006-2009)
- Japan Ai: A Tall Girl's Adventures in Japan (2007)
- Tout sauf un ange !! (en) (2007) + adaptation
- Black Sun Silver Moon (en) (2007-2008)
- Cantarella (2007-2008) + adaptation
- Yggdrasil (2008)
- A.I. Revolution (en) (2008) + adaptation
- A Wise Man Sleeps (2008) + adaptation
- Bogle (en) (2008) + adaptation
- L'Attache cœurs (2009) + adaptation
- Crown (2009) + adaptation